# Каинатный рецептор
Каинатный рецептор (KAR) — ионотропный рецептор глутамата, селективно активируемые агонистом — каиновой кислотой. Имеют несколько более ограниченное распространение в головном мозге и менее изучены по сравнению с АМРА и NMDA-рецепторами.

## Структура
Состоит из четырех субъединиц, сходных с субъединицами AMPA- и NMDA-рецепторов. Всего известно 5 типов этих субъединиц: GluR5, GluR6, GluR7, KA1 и KA2. Они могут по-разному организовывать тетрамер. GluR5-7-субъединицы НЕ могут образовывать гомомерный рецептор (состоящий, например, только из GluR5 субъединиц) и формируют функционирующие рецепторы только вместе с низкоаффинными GluR1-3-субъединицами (гетеромерный рецептор). GluR1-3 способны формировать гомомерные рецепторы (https://doi.org/10.1016/j.neuroscience.2019.11.050).
Каждая субъединица имеет свой сайт связывания. Так же, как и у других глутаматных рецепторов, она начинается N-концевым внеклеточным доменом, который играет ключевую роль в процессе сборки рецептора и состоит из 400 аминокислотных остатков. За ним идет сегмент связывания с нейромедиатором — S1, который переходит в первый трансмембранный сегмент M1. Следующий за ним сегмент M2 не проходит мембрану насквозь, а изгибаясь снова выходит на внутриклеточной стороне мембраны. Он определяет проницаемость рецептора для ионов кальция. Далее следует трансмембранны сегмент М3, а за ним ещё один сегмент связывания S2. Сегмент M4 снова заводит белковую цепь в цитоплазму, где она оканчивается С-концевым доменом. Таким образом сегменты М1—4 образуют трансмембранный домен, а S1—2 — домен связывания нейромедиатора.

## Функции
Каинатные рецепторы образуют ионные каналы проницаемые для ионов натрия и калия. Количество натрия и калия, которое может проходить через канал в секунду (их проводимость) аналогична каналам АМРА-рецептора. Тем не менее, нарастание и спад постсинаптических потенциалов порожденных каинатным рецептором происходит медленнее, чем для АМРА-рецептора. Проницаемость для кальция обычно очень небольшая, но варьируеться в зависимости от особенностей сегмента М2.
Каинатные рецепторы обнаружены как на пресинаптической так и постсинаптической мембране. Их роль в передаче сигнала в синапсах незначительна. Скорей всего они играют определенную роль в синаптической пластичности, влияя на вероятность ответа постсинаптической мембраны на стимуляцию. Активация каинатных рецепторов пресинаптической мембраны модулирует выпуск тормозного нейромедиатора ГАМК. Этот эффект происходит быстро и сохраняется продолжительное время. Существует мнение что пресинаптические эффекты активации каинатных рецепторов опосредованы через G-белокзависимые механизмы.
Каинатные рецепторы играют роль на внесинаптических мембранах, в частности аксонов. Активация этих внесинаптических рецепторов приводит к облегчению возникновения потенциалов действия в гиппокампальных мшистых волокнах и интернейронах.

## Антагонисты
- 6-циано-7-нитрокиноксалин-2,3-дион (CNQX)
- 6,7-динитрокиноксалин-2,3-дион (DNQX)
- Тезампанэл
- Кинуреновая кислота
- Этанол